# Cantonul Remiremont
Cantonul Remiremont este un canton din arondismentul Épinal, departamentul Vosges, regiunea Lorena, Franța.

## Comune
- Cleurie
- Dommartin-lès-Remiremont
- Éloyes
- Faucompierre
- La Forge
- Jarménil
- Pouxeux
- Raon-aux-Bois
- Remiremont (reședință)
- Saint-Amé
- Saint-Étienne-lès-Remiremont
- Saint-Nabord
- Le Syndicat
- Tendon
- Le Tholy
- Vecoux